# Мировець
Ми́ровець (болг. Мировец) — село в Тирговиштській області Болгарії. Входить до складу общини Тирговиште.

## Населення
За даними перепису населення 2011 року у селі проживала 91 особа.
Національний склад населення села:
| Національність   | Кількість осіб | Відсоток |
| ---------------- | -------------- | -------- |
| болгари          | 59             | 64,8%    |
| турки            | 28             | 30,8%    |
| цигани           | 4              | 4,4%     |
| інша             | 0              | 0%       |
| не визначились   | 0              | 0%       |
| Всього відповіли | 91             |          |

Розподіл населення за віком у 2011 році:
Динаміка населення: